# Límni Ozerós
Límni Ozerós (Lake Ozeros) är en sjö i Grekland.   Den ligger i prefekturen Nomós Aitolías kai Akarnanías och regionen Västra Grekland, i den centrala delen av landet, 230 km väster om huvudstaden Aten. Límni Ozerós ligger 20 meter över havet. Arean är 10,0 kvadratkilometer. Den sträcker sig 5,1 kilometer i nord-sydlig riktning, och 2,7 kilometer i öst-västlig riktning.
Följande samhällen ligger vid Límni Ozerós:
- Gouriótissa (395 invånare)